# 单位根 (计量经济学)
在计量经济学的自回归模型裡，如果在{\displaystyle y_{t}=a+by_{t-1}+\varepsilon _{t}}裡，系数{\displaystyle |b|=1}，那么一个单位根是存在的。其中：{\displaystyle y_{t}} 是在t 时刻的变量，b 是斜率系数，{\displaystyle \varepsilon _{t}} 是误差项。
如果单位根存在，时间序列可以说是有一个随机趋向。